# Петер Фокс
Петер Фокс (нем. Peter Fox, р. 3 сентября 1971) — немецкий регги и хип-хоп исполнитель из Берлина. Также является участником немецкой регги-группы Seeed.
Настоящее имя — Пьер Баигорри (нем. Pierre Baigorry), его мать — из французских басков. Также известен как Enuff и Peter Fox.

## Сольная карьера
Петер Фокс начал работу над альбомом Stadtaffe (буквально «городская обезьяна») в 2007 году. Альбом вышел в Германии 26 сентября 2008 года. Все песни на немецком языке.
Семпл из песни «Fieber» (лихорадка), которую Фокс исполняет вместе с K.I.Z., появился в MySpace Фокса 1 ноября 2007 года. Первый сингл «Alles neu» увидел свет 15 августа 2008 года, второй же, «Haus am See», вышел 17 октября 2008 года.
Петер Фокс представил свою третью песню, «Schwarz zu blau» в 2009 году на Bundesvision Song Contest в Потсдаме. Песня в стиле социального реализма рассказывает о родном городе Фокса — Берлине, и его жизни в час раннего рассвета.

## Личная жизнь
Фокс в молодости играл на валторне. Он и его семья живут в районе Берлина Кройцберг. В 2001 году Фокс перенёс паралич лицевого нерва, который из-за неправильной диагностики не удалось вылечить окончательно. Правая сторона лица музыканта все ещё немного парализована.

### Альбомы
- 2008: Stadtaffe

### Синглы
- 2008: «Alles neu»
- 2008: «Haus am See»
- 2009: «Schwarz zu blau»
- - - - -: «Lok Auf 2 Beinen»
- - - - -: «Fieber»
- - - - -: «Ich Deine Steine, Du Steine»
- - - - -: «Der Letzte Tag»
- - - - -: «Zucker (Feat. Vanessa Mason)»
- - - - -: «Schuettel Deinen Speck»
- - - - -: «Kopf Verloren»
- - - - -: «Stadtaffe»
- - - - -: «Sekundenschlaf»
- - - - -: «Das zweite gesicht»
- - - - -: «Der butcher»
- - - - -: «Hanaan»
- - - - -: «Saint tropez»